# Armênia (métro de São Paulo)
Armênia (en portugais : Estação Armênia), anciennement Ponte Pequena, est une station de la ligne 1 (Bleue) du métro de São Paulo. Elle est accessible par le 47, Rua Pedro Vicente dans le quartier Bom Retiro, à São Paulo au Brésil.
Mise en service en 1974, elle est exploitée par la Companhia do Metropolitano de São Paulo (CMSP), exploitant de la ligne 1.

## Situation sur le réseau

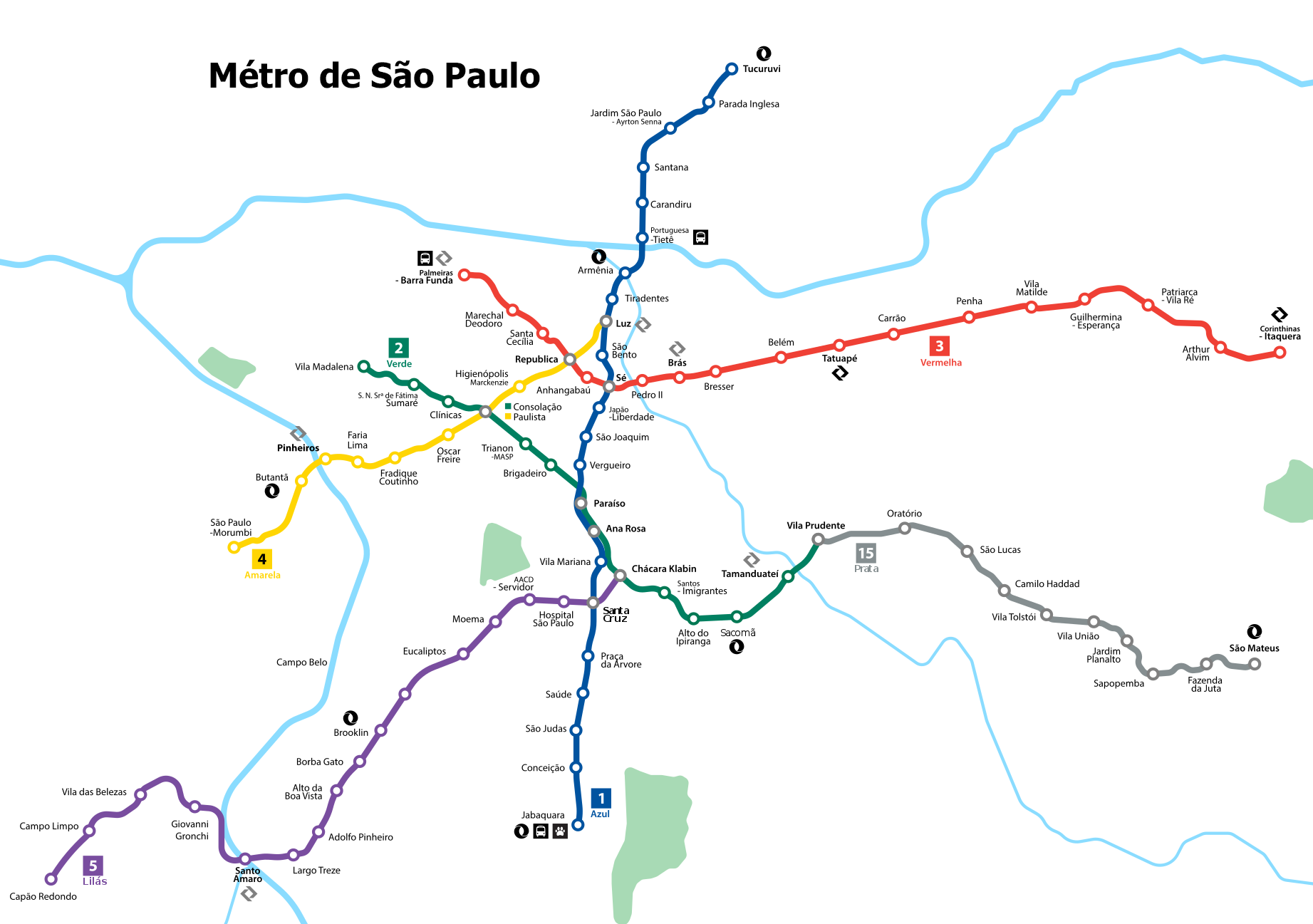
Plan du Métro de São Paulo 2020.

Établie en aérien, Armênia est une station de passage de la ligne 1 du métro de São Paulo (Bleue), située entre la station Portuguesa-Tietê, en direction du terminus nord Tucuruvi, et la station Tiradentes, en direction du terminus sud Jabaquara,.

## Histoire

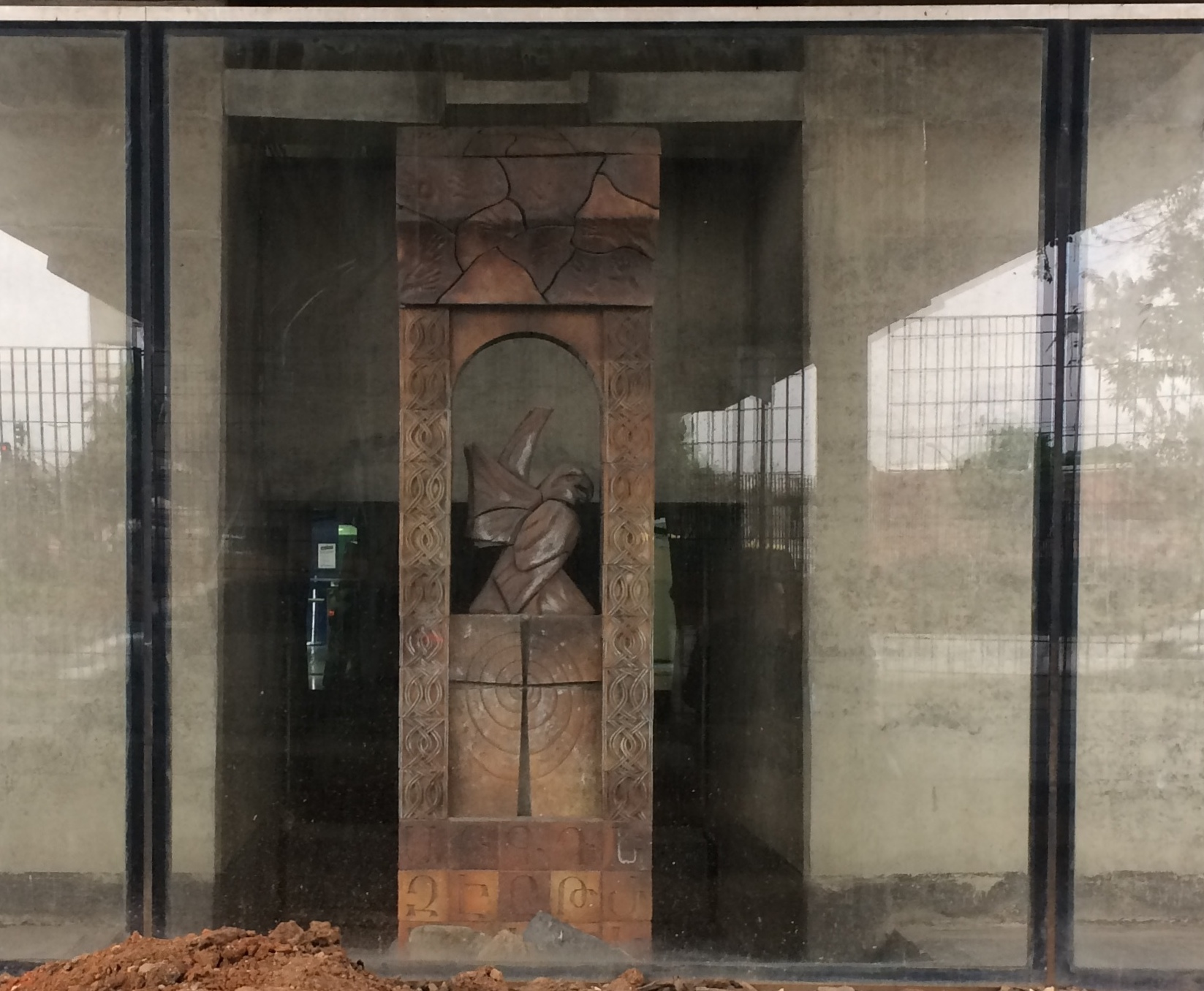
Mémorial Armênia, de la collection de la compagnie du métropolitain de São Paulo, par Josely Carvalho.

Elle a été inaugurée le 26 septembre 1975 sous le nom de Ponte Pequena, en référence au nom du lieu (le vieux pont sur l'avenida Tiradentes sur la Tamanduateí, qui contrastait avec le Ponte Grande déjà démoli, sur la Tietê). Il s'agit d'une station à fleur du sol, incurvée, avec une structure en béton apparent, un toit en béton préfabriqué et deux quais latéraux, suspendus au-dessus de l'avenida do Estado et de la Tamanduateí. La station est un exemple d'architecture brutaliste, conçue par l'architecte Marcelo Accioly Fragelli, né à Rio de Janeiro en 1928 et mort le 9 août 2014. Elle est prévue pour un transit maximum de 20 000 voyageurs par heure, en heure de pointe.
Le 12 novembre 1985, la station est renommée Armênia, en référence à l'importance des immigrés arméniens pour la ville de São Paulo. Ils ont notamment apporté une aide financière pour à la construction de la station.
En 2013, le transit quotidien moyen est de 32 000 voyageurs entrant les jours ouvrable.

## Services aux voyageurs

### Accès et accueil
Elle est située sur la praça Armênia, dans le quartier de Bom Retiro, région centrale de la capitale, mais dispose de deux zones d'accès et de bloc aux extrémités des quais et d'un ascenseur pour les personnes à mobilité réduite, près de l'intersection de l'avenida Tiradentes avec l'avenida do Estado. La zone d'accès nord a deux sorties, l'une vers la rua Pedro Vicente et l'autre vers la rua Eduardo Chaves. La zone d'accès sud a trois sorties : deux vers la Praça Armênia et l'avenida Santos Dumont et une autre vers l'avenida Tiradentes. Sur les quais, il y a un accès pour les personnes handicapées. 

### Desserte
Armênia  est desservie par les rames de la ligne 1 du métro de São Paulo de 4h40 à 00h00.

Installations et desserte
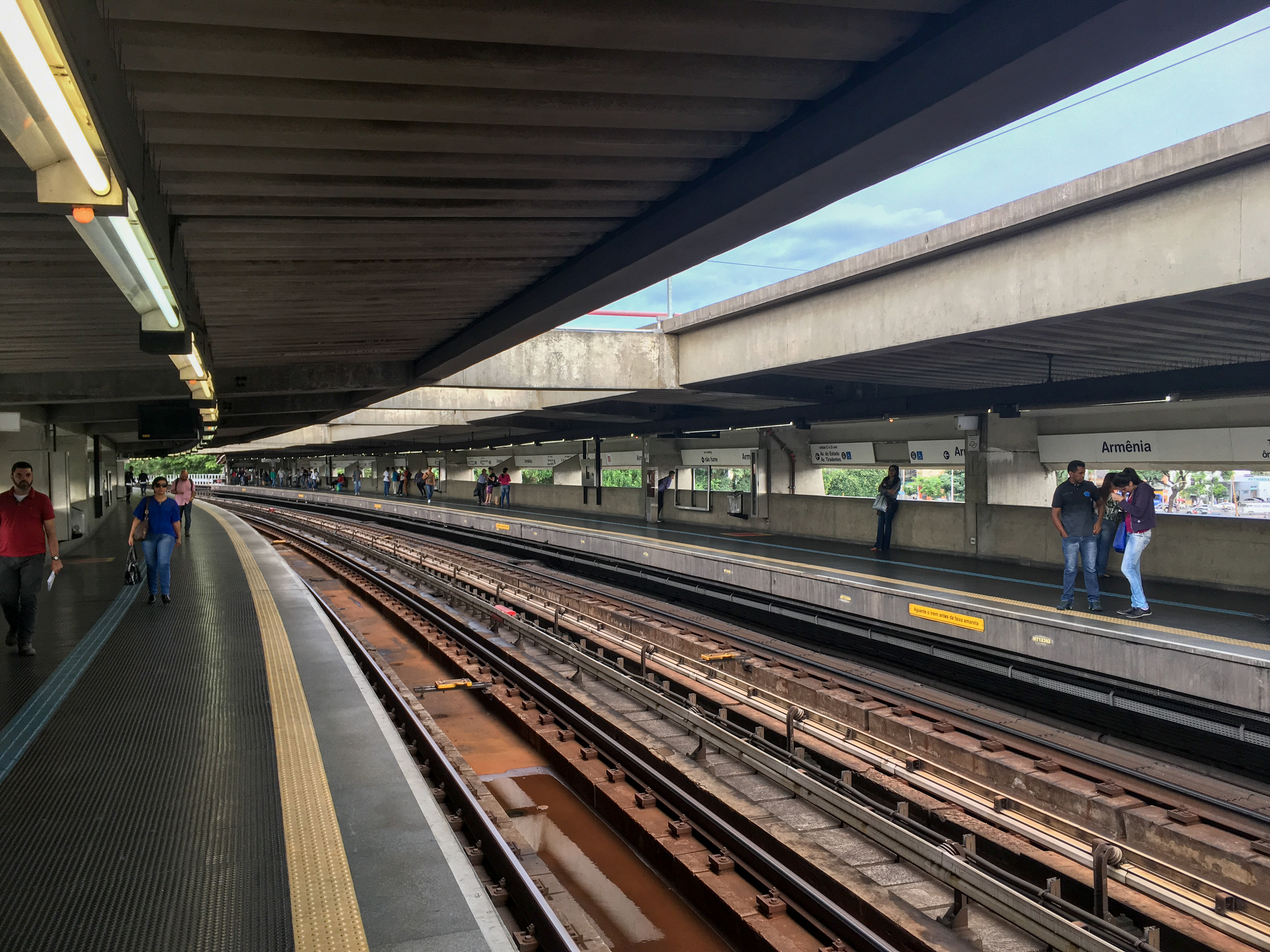
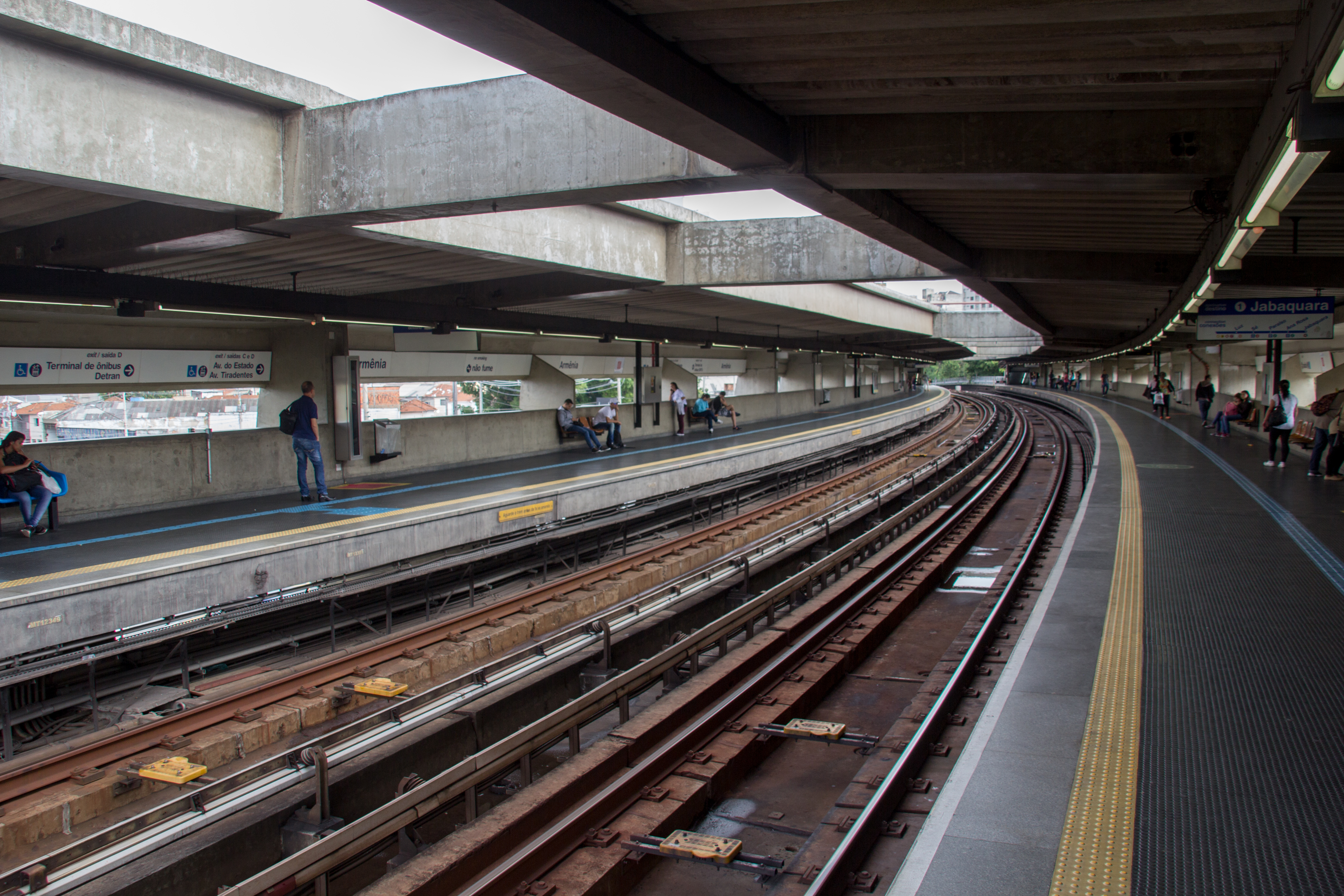
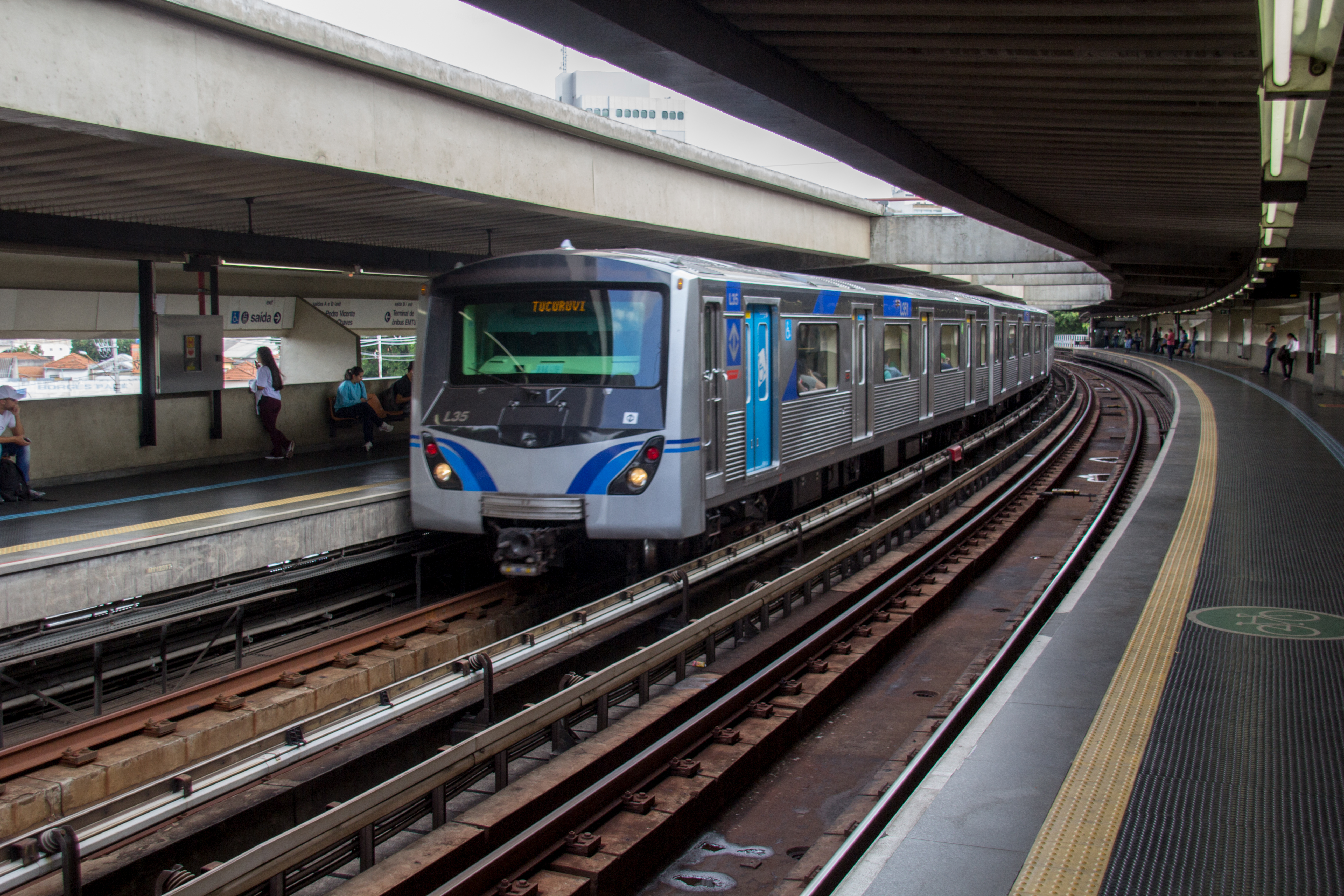

### Intermodalité
La station est en correspondance avec les autobus métropolitain, du Terminal Métropolitano Armênia Norte, accessible aux personnes à la mobilité réduite, de l'Empresa Metropolitana de Transportes Urbanos de São Paulo (EMTU), qui ont pour destinations : Guarulhos, Mogi das Cruzes, Barueri et Osasco. Le Terminus métropolitain Armênia Sul, quant à lui, dessert les villes de Guarulhos (région centrale et périphérique), Arujá, Santa Isabel et Itaquaquecetuba.

## Art dans le métro
L'installation "Fragmentos da Memória" de Josely Carvalho, mixte (1995), céramique, verre sablé, eau et aménagement paysager (2 pièces de 3,66 m x 1,10 m x 0,20 m), installées dans les jardins extérieurs des accès à la station.

## À proximité
- Église armenienne de São Paulo
- Musée des transports en commun Gaetano Ferrolla
- Shopping Center D